# Franciszek Szymański (1888–1924)
Franciszek Szymański (ur. 24 lutego 1888 w Bronowie w powiecie łomżyńskim, zm. 1 stycznia 1924 tamże) – poseł na Sejm Ustawodawczy (1919–1922) z Polskiego Stronnictwa Ludowego „Wyzwolenie”, technik mleczarski.
Radny gminny, członek Sejmiku Powiatowego, sekretarz dozoru szkolnego. Członek Stowarzyszenia spożywczego. Członek zarządu powiatowego PSL.